# Germany’s Next Topmodel/Staffel 14
Die 14. Staffel der deutschen Castingshow Germany’s Next Topmodel wurde zwischen dem 7. Februar 2019 und dem 23. Mai 2019 auf dem Privatsender ProSieben ausgestrahlt. Das Finale fand erneut im Düsseldorfer ISS Dome statt. Zur Siegerin wurde Simone Kowalski gekürt.

## Hintergrund
Ab 20. Juli 2018 konnte man sich auf Instagram unter dem Hashtag #ichbinGNTM2019 mit einem Foto oder Video bewerben. Es wurden über zehntausend Einträge verzeichnet. Im September 2018 gab es zudem Castingtermine in neun Städten. Klum wählte aus den Bewerbungen 50 Favoritinnen aus, die sie für den 3. November 2018 nach Berlin einlud.
Gastjuroren anders als in den vorangegangenen Staffeln gab es außer Heidi Klum keine feste Jury mehr, stattdessen pro Folge einen oder mehrere Gastjuroren. Nur wenn ein Gastjuror von Klum eine Wildcard ausgehändigt bekam, konnte damit eine eigentlich ausgeschiedene Kandidatin eine Runde weiter gelassen werden.

## Zusammenfassung
Die erste Folge begann mit der Vorstellung der Kandidatinnen, zum Teil mit deren Bewerbungsvideos oder Homestorys. Nach einem gemeinsamen Kennenlern-Dinner in den Bolle-Festsälen wurde die große Esstafel zu einem Laufsteg umfunktioniert. Beim darauffolgenden Probelauf schieden zehn Kandidatinnen aus. Am nächsten Tag liefen die verbliebenen 40 Aspirantinnen auf einer Modenschau, die in der ZOB-Personenunterführung beim Messedamm zu Livemusik von Nico Santos stattfand. Dabei trugen sie Kleider von Michael Michalsky. Aus diesen wurden dann 30 Endrundenteilnehmerinnen für die vierzehnte Staffel ausgewählt. Gastjurorin war Lena Gercke.
In der nächsten Folge wechselte der Schauplatz nach Sölden, Österreich. Die Teilnehmerinnen wurden in zwei Teams eingeteilt, eines bezog ein Luxushotel, das andere Team eine Berghütte als Unterkunft. Für ein Team ging es zunächst zum Fotoshooting auf den verschneiten Gaislachkogel mit Fotograf Kristian Schuller, das zweite Team bekam währenddessen im Luxushotel ein Coaching für den Laufsteg von Wolfgang Joop – anschließend wurde dann getauscht. Auch der Entscheidungs-Walk fand in Gipfelnähe auf über 3000 Metern statt. Gastjuror war ebenfalls Wolfgang Joop.
Die dritte Folge begann mit einem Fotoshooting vor einer Almhütte mit dem männlichen Model Jordan Barrett. Andere Models posierten mit einer Kuh. Fotografin war Ellen von Unwerth. Nach einem Laufsteg-Training mit Heidi Klum in einem Kuhstall, traten die beiden Teams gegeneinander an. Das Team mit der höheren Punktezahl wurde von Heidi Klum zu einem persönlichen Abendessen eingeladen. Nachdem Abendessen erhielten die Models eine Canon-Kamera als Geschenk. Beim Entscheidungswalk auf einer Weide mit Kunstschnee, trugen die Models Outfits die einem silbernen Stern ähnelten. Ellen von Unwerth war ebenfalls die Gastjurorin der Folge.
In der vierten Folge ging es mit dem Flugzeug nach Los Angeles, Vereinigte Staaten. Am Flughafen wurden die Models von Winnie Harlow mit einem Tourbus abgeholt. Danach wurden zwei neue Teams zusammengestellt und diese erhielten die Aufgabe, in kurzer Zeit zu einem ausgelosten Hashtag (#couplegoals bzw. #partyintheusa) einen Social-Media-Beitrag am Hollywood Boulevard zu kreieren. Das bessere Team bekam als Belohnung eine Garage voll mit Levis-Kleidung geschenkt. Später bezogen beide Teams eine Luxusvilla in Bel Air und Julia Bauer, die Chefredakteurin der Bunte interviewte die Teilnehmerinnen. Bei einem Fotoshooting wurde als bunte-galaktische Stewardess auf einer Kletterwand mit Weltraum-Motiv posiert. Fotograf war Christian Anwander. Am Ende wurden alle Bilder auf Instagram gepostet und das Model, welches die meisten Likes ergatterte, kam automatisch eine Runde weiter. Beim Entscheidungswalk trugen die Models Looks von Marina Hoermanseder. Gastjurorin war Winnie Harlow.
Folge 5 war das bekannte Umstyling. Danach zerriss jede Teilnehmerin eine Posterwand, auf der in Lebensgröße noch das alte Aussehen abgebildet war, um sich dahinter im Spiegel erstmals selbst im neuen Look zu sehen. Am Tag darauf folgte das Sedcard-Shooting mit Fotograf Max Montgomery. In der St. John’s Cathedral kamen die Teilnehmerinnen beim Entscheidungs-Walk vor einem Spiegel zum Stehen, um gegenüber ihrem Spiegelbild in Hinblick auf ihr neues Äußeres eine Liebeserklärung an sich selber abzugeben. Dabei trugen sie Kleider von Michael Costello. Gastjurorin war die ehemalige GNTM-Gewinnerin Stefanie Giesinger.
Die Folge 6 startete mit dem Casting für eine Werbekampagne von About You. Julian Jansen, der "Content-Director von About You" und Social-Media-Star Bonnie Strange waren dabei die Job-Jury. Die Teilnehmerinnen bemalten hierbei weiße Outfits auf kreative Weise, um damit ihre Persönlichkeit wiederzugeben. Den Job bekamen Sayana Ranjan und Simone Kowalski. Der Kampagnen-Dreh erfolgte am Venice Beach. Später beim Fotoshooting in der kalifornischen Wüste, wurde jeweils zu zweit mit einem riesigen Seidentuch posiert, dabei wurden Punkte vergeben. Die Outfits waren vom Modelabel Missoni. Auf einem Hochhaus-Flachdach gab es danach ein Laufsteg-Training für Haute-Couture-Modeschauen mit Toni Garrn, das beim Training Erlernte wurde wieder mit Punkten bewertet. Beim Entscheidungs-Walk waren erneut Punkte zu sammeln. Dabei trugen sie Haute-Couture-Mode von Christian Siriano. Gastjurorin war ebenfalls Toni Garrn.
Heidi Klum besuchte in Folge 7 die Modelvilla mit Überraschungsgast Gisele Bündchen, die den Teilnehmerinnen Tipps für das Modeln gab. Später traf aus New York City wertvoller Designerschmuck von Lorraine Schwartz ein. Diesen trugen die Teilnehmerinnen beim sogenannten Nackt-Shooting, und zusätzlich auch ein Zwergspitz-Hündchen in den Armen. Fotograf war Rankin. Gleichzeitig war das Fotoshooting ein verstecktes Casting für einen Modeljob für das Bundesministerium für Digitales und Verkehr. Alicija-Laureen Köhler konnte überzeugen und flog für den Modeljob nach London. Beim Entscheidungs-Walk waren in einer als Tresorraum dekorierten Kulisse gebündelte Lichtstrahlen elegant und berührungsfrei zu überwinden, um sich von einem Podest die GNTM-Trophäe zu schnappen. Währenddessen eskalierte Backstage ein Streit zwischen zwei Teilnehmerinnen. Eine Teilnehmerin war dem Vernehmen nach handgreiflich geworden. Dieser mitgefilmte Vorfall wurde nur als Schwarzbild gezeigt, der Ton lief aber weiter. Die Teilnehmerin wurde daraufhin von Heidi Klum disqualifiziert, und das weitere Ausscheidungsverfahren abgebrochen. Gastjuror war ebenfalls Rankin.
Die Teilnehmerinnen flogen in Folge 8 nach Miami, wo sie ein Casting-Marathon mit fünf Terminen an einem Tag erwartete. Das erste Casting war für ein Editorial in der InStyle Germany. Diesen Job bekam Simone Kowalski. Das Shooting für das Editorial fand im Everglades-Nationalpark statt. Das zweite Casting war für das Blonde-Magazine. Tatjana Wiedemann und Sarah Almoril bekamen den Job. Sie erschienen gemeinsam auf dem Cover sowie in einer Fotostrecke. Das dritte Casting war für den Promi-Schuh-Designer Fabrice Tardieu. Diesen Job bekam Theresia Fischer. Das vierte Casting war für ein Musikvideo von Nico Santos. Vanessa Tamkan konnte am meisten überzeugen und bekam den Job. Das letzte Casting war für Kaviar Gauche. Vanessa Tamkan bekam auch diesen Job. Zurück in Los Angeles stand das Fotoshooting an, bei dem die Models in Bademode mit einer übergroßen Handtasche von einem 3-Meter-Sprungbrett in einer möglichst fotogenen Pose ins Schwimmbecken gesprungen wurde. Fotografin war Chuck Grant. Der Entscheidungs-Walk war diesmal eine Modenschau vor Publikum in den Outfits von Christian Cowan. Christian Cowan und Zara Larsson fungierten als Gastjuroren in der Folge.
In Folge 9 bekamen die Teilnehmerinnen eingangs die Aufgabe, sich anhand eines ihrer Talente oder Hobbys eine unterhaltsame Darbietung auszudenken oder zu improvisieren. Währenddessen fand in Berlin ein Casting für die Elle Germany statt. Dabei mussten 4 Models eine Burlesque-Performance präsentieren. Alicija-Laureen Köhler und Vanessa Tamkan konnten am meisten überzeugen, bekamen den Job und posierten für eine Fotostrecke. Das Fotoshooting war diesmal bei einer als Zirkus-Manege dekorierten Kulisse, die Teilnehmerinnen waren wie Dompteure gedresst und posierten mit Schlangen am Körper. Fotograf war Brian Bowen Smith. Schließlich wurden die bis dahin einstudierten Aufführungen auf einer Bühne vor Publikum gezeigt. Zum Abschluss folgte noch ein kleiner Laufsteg, ebenfalls vor dem Publikum. Gastjuror war Thomas Gottschalk.
In Folge 10 wurde für einen fiktiven Werbespot eine Tanzchoreografie eingeübt – selbstständig ergänzt um einen eigenen Solo-Part. Die Präsentation erfolgte dann auf einer Disco-Tanzfläche im Stil von Saturday Night Fever. Ebenfalls fand in Amsterdam ein Casting für ein Editorial in der Nylon Germany statt. Den Job bekam Cäcilia Zimmer. Der Entscheidungs-Walk wurde auf einer aufgebauten Drehbühne abgehalten, die als übergroßer Plattenspieler dekoriert war. Passend zu ihrem Einzug in die Top Ten der Castingshow erhielten die Teilnehmerinnen anstatt eines Fotos eine eingerahmte goldene Schallplatte mit dem eigenen Konterfei dazu. Gastjuror war Thomas Hayo.
In Folge 11 wurden zehn männliche Models präsentiert, die nach einer kurzen Kennenlernphase ihrerseits je eine der Teilnehmerinnen für das nächste Fotoshooting auswählten. Dieses fand an einem Filmset unter Kunstregen statt, dabei wurde eine Abschiedsszene fotografiert. Anschließend folgte ein Casting für eine Kampagne von John Frieda. Diesen Job bekamen Simone Kowalski und Sarah Almoril. Beim Entscheidungs-Walk bekamen die Teilnehmerinnen die Aufgabe, den Wechsel vom Fotoshooting-Outfit zur Party-Kleidung gleichzeitig mit einem entsprechenden Emotionswechsel darzustellen, um so die eigene Wandelbarkeit zu zeigen. Gastjuror war Michael Michalsky.
Zu Beginn der Folge 12 wurde über den Besuch der amfAR-Gala berichtet. Wie auch in den Jahren zuvor nahm Heidi Klum zwei Teilnehmerinnen mit auf die Gala. Vanessa Tamkan und Cäcilia Zimmer wurden auserwählt. Ebenfalls bekamen beide einen Dyson-Lockenstab als Geschenk. Es folgte ein Fotoshooting zusammen mit Paris Hilton, welches einer Schaumparty nachempfunden war. Fotograf war Yu Tsai. Der Entscheidungs-Walk wurde auf einem Wilder-Westen-Filmset gelaufen. Dabei trugen sie große Kleider und Luftballons als Haar-Accessoire. Gastjurorin war ebenfalls Paris Hilton.
In Folge 13 übten vier Dragqueens mit je zwei Teilnehmerinnen eine Tanzperformance mit Lipsync ein. Das Fotoshooting wurde am Huntington Beach realisiert. Zum Posieren wurden die Teilnehmerinnen jeweils zusammen mit einem Fahrrad an Seilen gesichert in 10 Meter Höhe hochgezogen und trugen dabei bunte Perücken sowie Outfits im Manga-Stil. Es folgte ein Casting für Bill Kaulitz seinem Modelabel Magdeburg-Los Angeles x Vogue Germany. Diesen Job bekam auch Simone Kowalski. Danach wurde auf einer Showbühne die einstudierte Choreografie mit den Dragqueens dargeboten. Gastjuror war ebenfalls Bill Kaulitz.
In Folge 14 gab es ein Casting für einen Modeljob als Marken-Botschafterin für Sephora. Dabei gaben die Teilnehmerinnen ein stummes Interview, indem sie auf Fragen spontan und unter Einsatz von Mimik möglichst originelle Botschaften als Antwort darstellten. Simone Kowalski bekam auch diesen Modeljob und flog dafür nach Paris. Das Fotoshooting fand auf dem Rodeo Drive statt; die Teilnehmerinnen waren mit einem Glitter-Bodypainting bemalt. Fotograf war Mat McCabe. Beim Entscheidungs-Walk galt es die eigene Persönlichkeit besonders hervorzuheben. Gastjuroren waren Mat McCabe und Supermodel Naomi Campbell.
Folge 15 begann mit dem Cover-Shooting für die Harper’s Bazaar Germany in Malibu. Zurück in Los Angeles brachte Heidi Klum am nächsten Tag Post und Geschenke in die Modelvilla vorbei. Ein Überraschungsgeschenk für die Teilnehmerinnen war das Wiedersehen mit ihren Angehörigen oder Freunden, die zu Besuch eingeladen worden waren. Auch den Entscheidungs-Walk zu Livemusik von Lena Meyer-Landrut konnten die eingeladenen Besucher vor Ort mitverfolgen. Beim Walk präsentierten die Models weiße Haute Couture Kleider. Gastjurorin war die Chefredakteurin Kerstin Schneider.
| Folge | Modeljob für    | Kurzbeschreibung                                      |
| ----- | --------------- | ----------------------------------------------------- |
| 6     | Sayana Simone   | About You                                             |
| 7     | Alicija         | Rankin x Bundesministerium für Digitales und Verkehr  |
| 8     | Simone          | InStyle Magazine                                      |
| 8     | Tatjana Sarah   | Blonde Magazine                                       |
| 8     | Theresia        | Fabrice Tardieu                                       |
| 8     | Vanessa         | Musikvideo für Nico Santos                            |
| 8     | Vanessa         | Kaviar Gauche                                         |
| 9     | Alicija Vanessa | Elle Magazine                                         |
| 10    | Cäcilia         | Nylon Magazine                                        |
| 11    | Simone Sarah    | John Frieda                                           |
| 13    | Simone          | Magdeburg-Los Angeles by Bill Kaulitz x Vogue Germany |
| 14    | Simone          | Sephora                                               |

## Drehorte

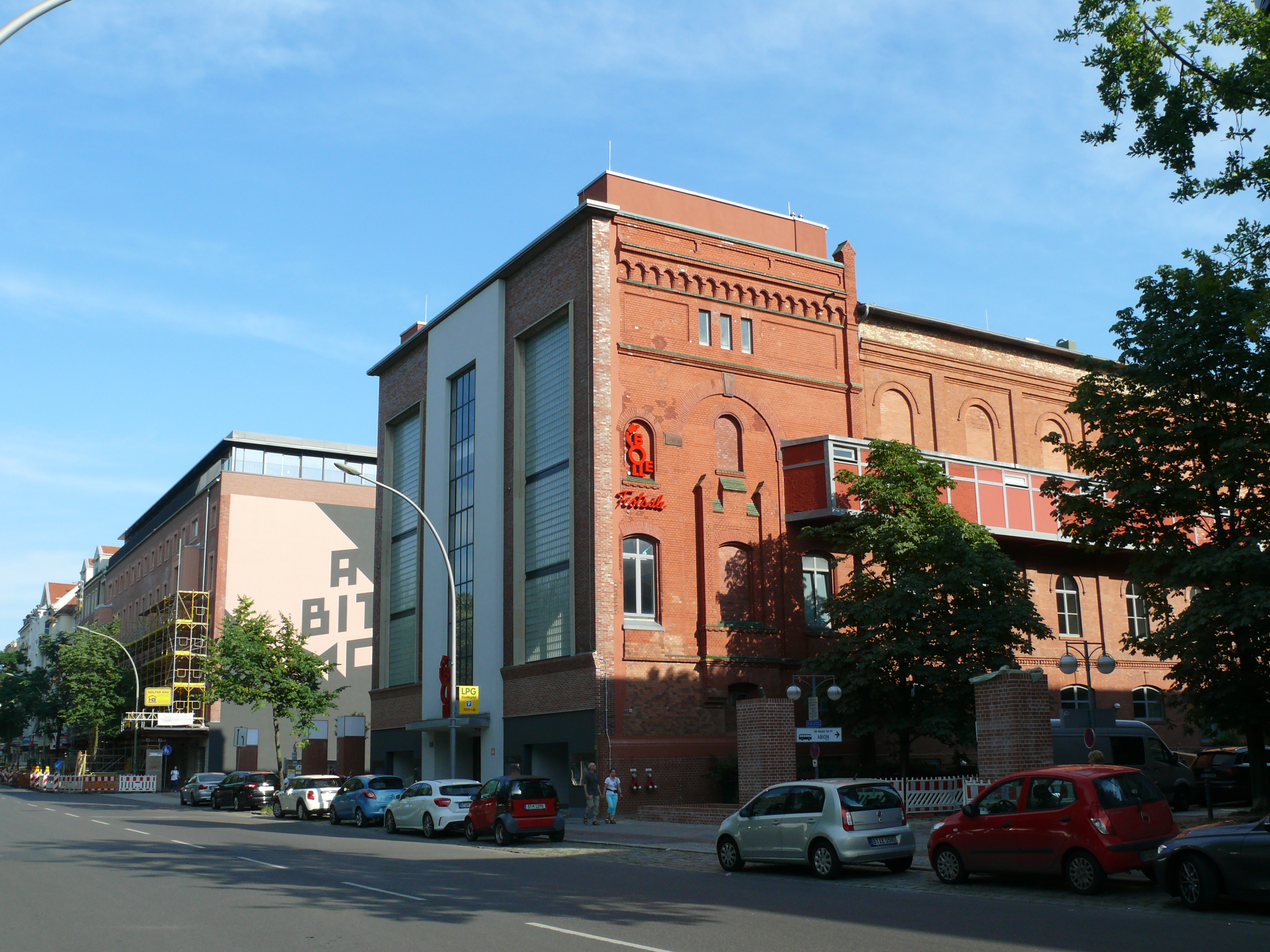
Bolle-Festsäle[5] (Folge 1)
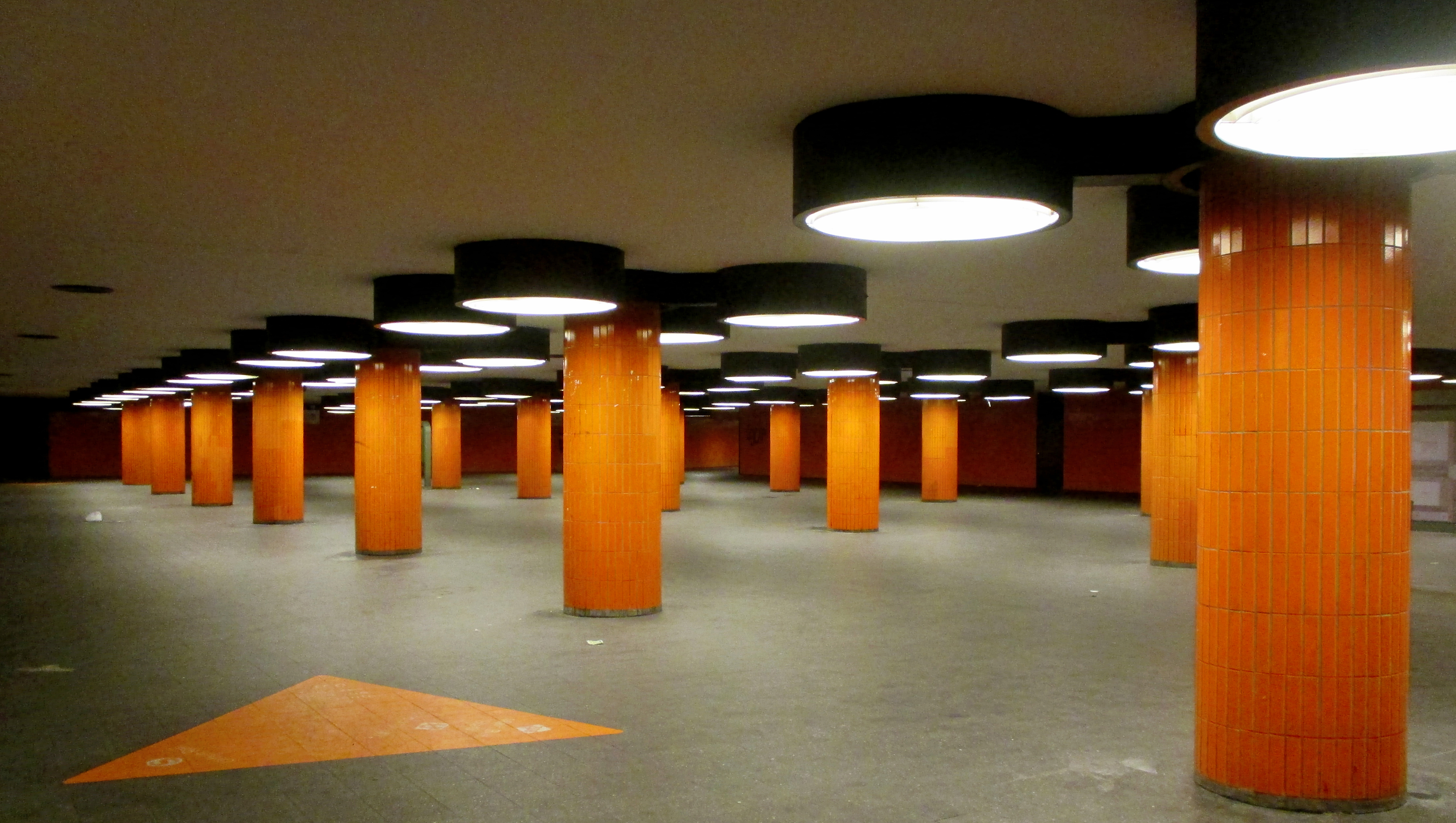
ZOB-Personenunterführung[6] (Folge 1)
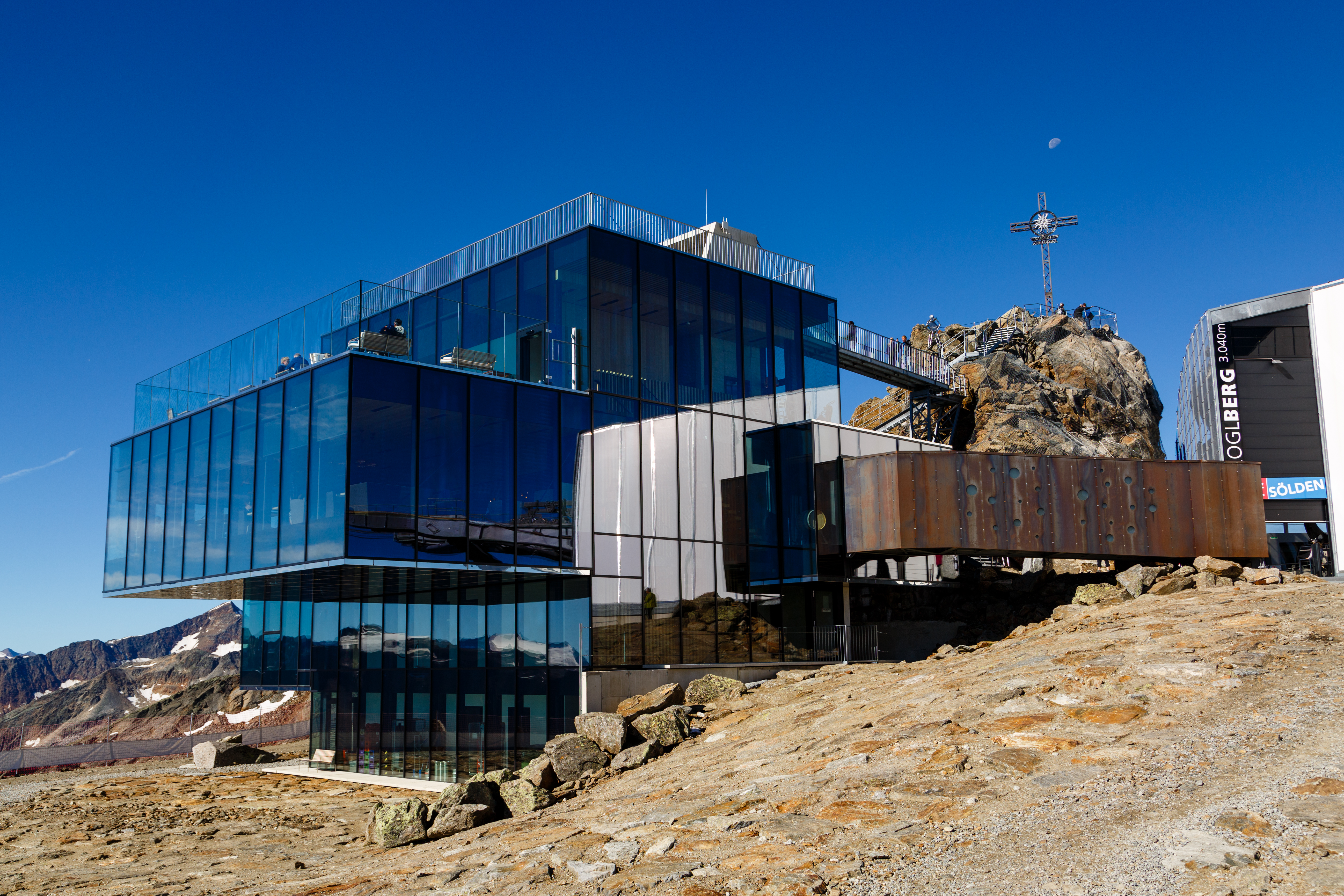
Am Gaislachkogel (Folge 2)
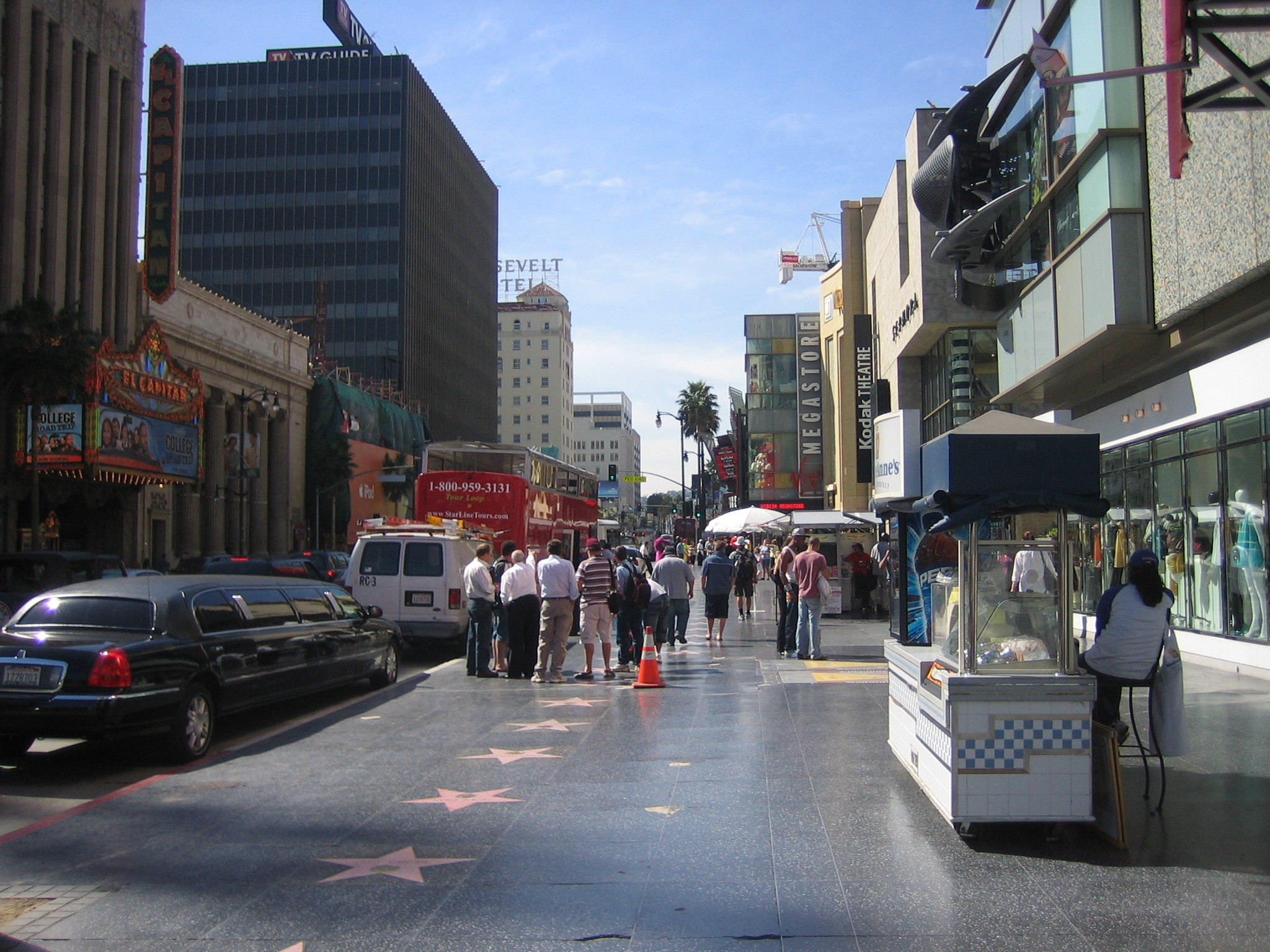
Hollywood Walk of Fame (Folge 4)
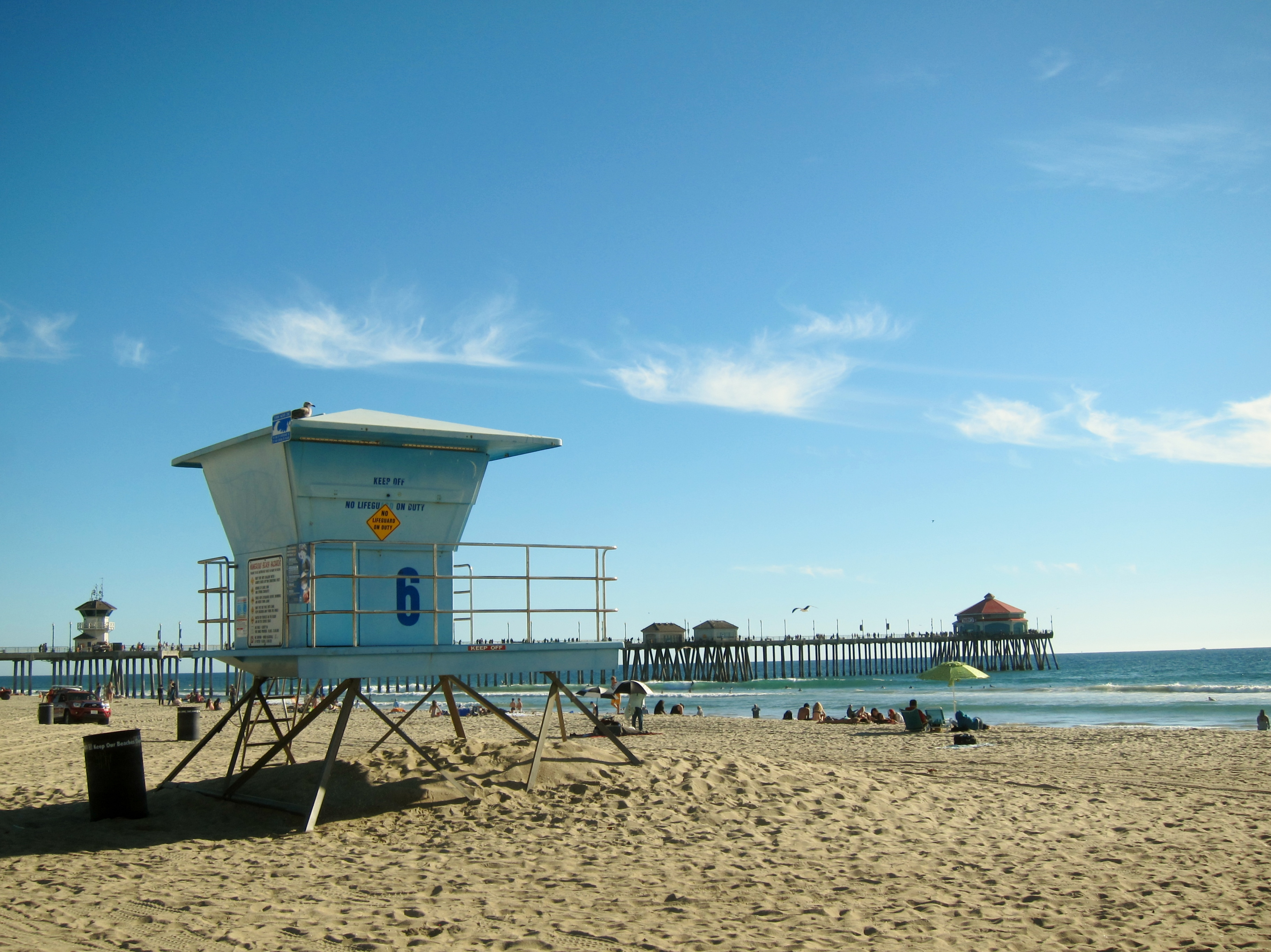
Huntington Beach (Folge 13)
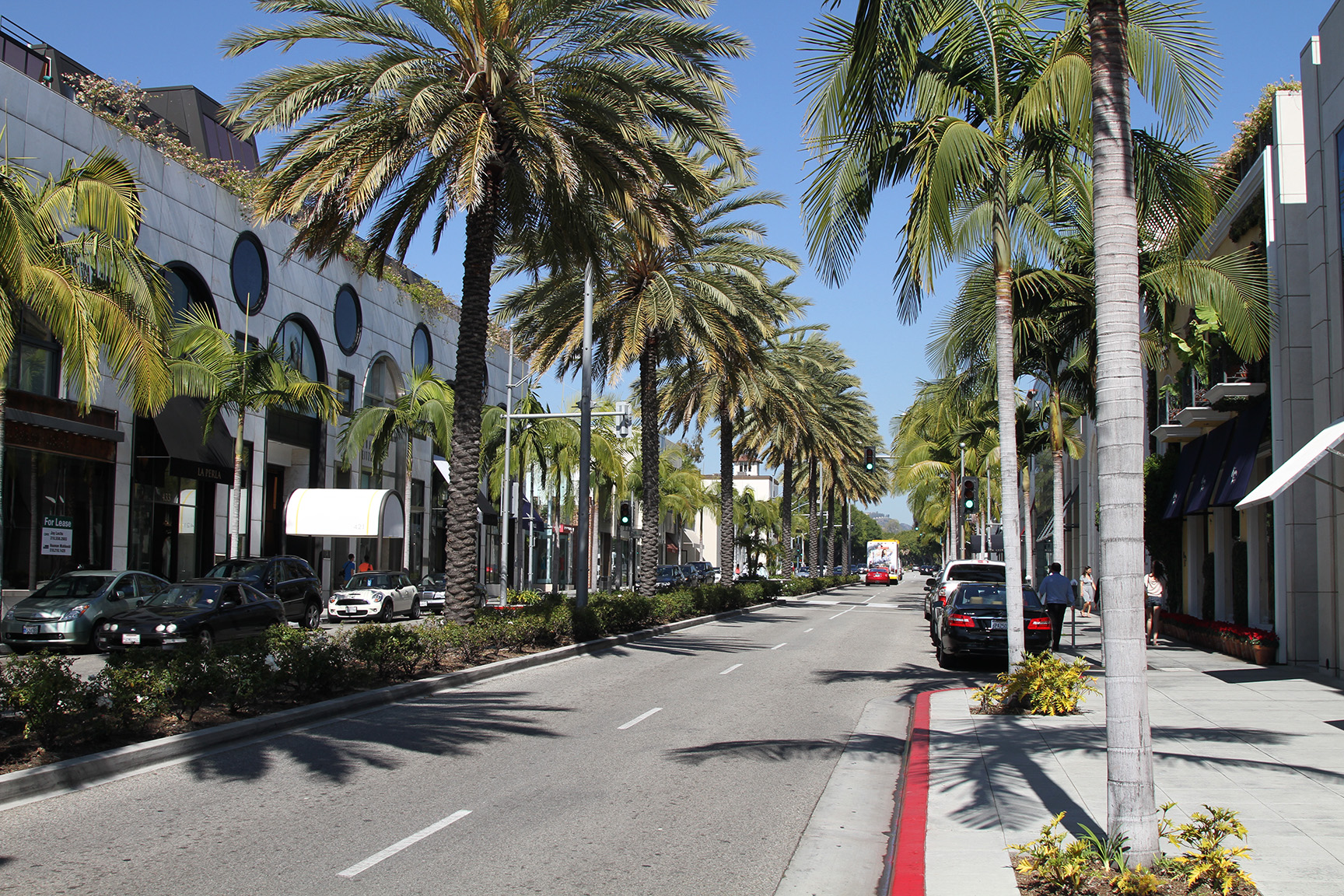
Rodeo Drive (Folge 14)
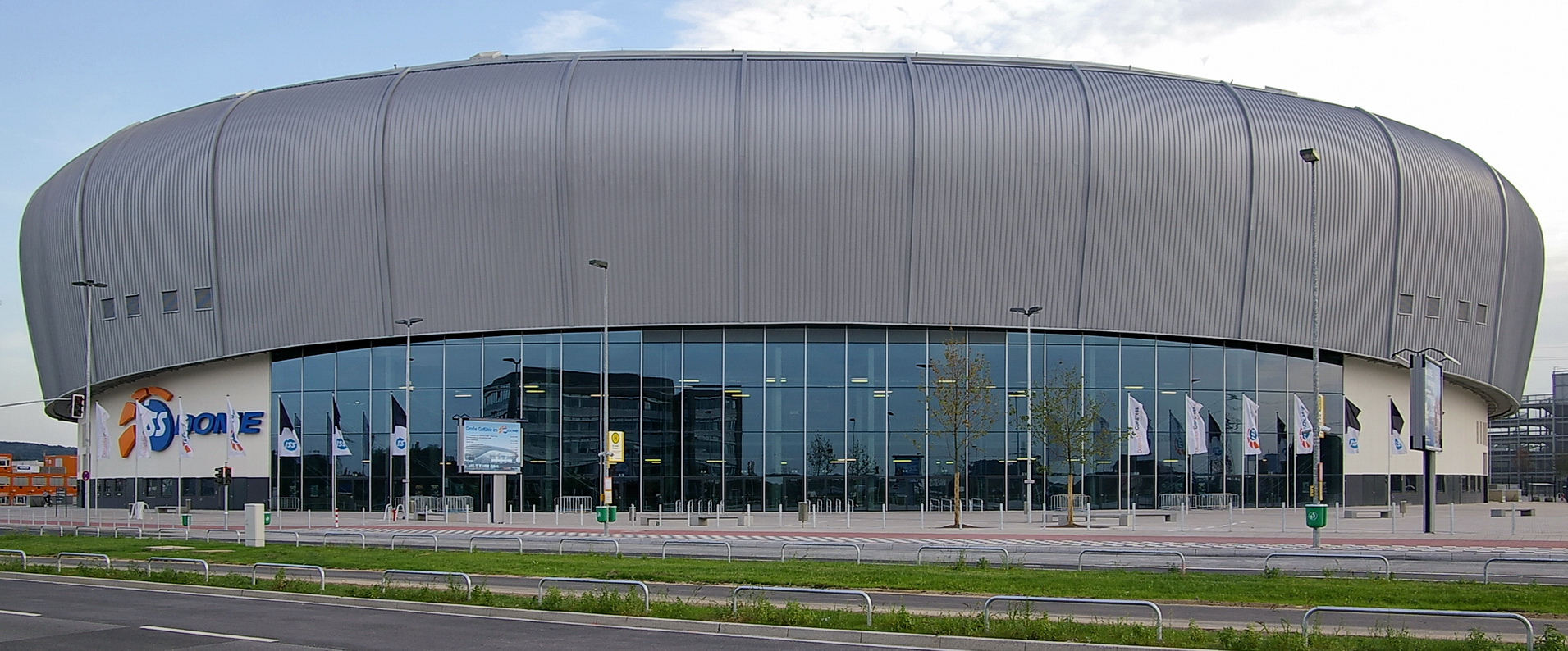
ISS Dome (Folge 16)

## Teilnehmerinnen
| Finalistinnen der 14. Staffel *                           | Finalistinnen der 14. Staffel * | Finalistinnen der 14. Staffel * | Finalistinnen der 14. Staffel * | Finalistinnen der 14. Staffel *                   |
| Teilnehmerin                                              | Platz                           | Alter                           | Wohnort                         | Beruf                                             |
| --------------------------------------------------------- | ------------------------------- | ------------------------------- | ------------------------------- | ------------------------------------------------- |
| Simone Kowalski                                           | 1                               | 21                              | Stade                           | Studentin (Internationales Grundschullehramt)     |
| Sayana Ranjan                                             | 2                               | 20                              | Grevenbroich                    | Studentin (International Business)                |
| Cäcilia Zimmer                                            | 3                               | 18                              | Freiburg                        | Bundesfreiwillige                                 |
| 0 Endrundenteilnehmerinnen der 14. Staffel *              |                                 |                                 |                                 |                                                   |
| Teilnehmerin                                              | Platz                           | Alter                           | Wohnort                         | Beruf                                             |
| Vanessa Tamkan**                                          | 4                               | 21                              | Bensheim                        | Model                                             |
| Alicija-Laureen Köhler                                    | 5                               | 18                              | Schellerten-Wendhausen          | Studentin (Film und Fernsehen), Model             |
| Caroline Krüger                                           | 6                               | 21                              | Bremerhaven                     | Studentin (BWL International Management)          |
| Sarah Almoril****                                         | 7                               | 20                              | Schlüchtern                     | Model                                             |
| Tatjana Wiedemann                                         | 8                               | 21                              | Leipzig                         | Schülerin                                         |
| Lena Lischewski                                           | 9                               | 17                              | Essen                           | Auszubildende (Friseurin)                         |
| Julia Helm                                                | 10                              | 23                              | Illertissen                     | Gesundheits- und Krankenpflegerin                 |
| Theresia Fischer                                          | 11                              | 26                              | Hamburg                         | Freiberuflerin                                    |
| Justine Klippenstein                                      | 12                              | 19                              | Schloß Holte-Stukenbrock        | Auszubildende (Bankkauffrau)                      |
| Melissa Hemberger                                         | 13                              | 22                              | Rosenheim                       | angehende Studentin (Theologie)                   |
| Jasmin Veit Cadete Rosado***                              | 14                              | 18                              | Frankfurt (Main)                | Kellnerin                                         |
| Enisa Bukvic**                                            | 15                              | 24                              | Hamburg                         | Influencerin                                      |
| Luna Dukadjinac                                           | 16                              | 21                              | Hann. Münden                    | Studentin (Ökologische Landwirtschaft)            |
| Leonela Hires                                             | 17                              | 18                              | Gablitz                         | Hotelkauffrau                                     |
| Catharina Maranca                                         | 18                              | 19                              | Dortmund                        | Influencerin und Model                            |
| Melina Lucht                                              | 18                              | 18                              | Duisburg                        | Studentin (Lehramt Französisch, Spanisch)         |
| Joelle Pascai-Quednau                                     | 18                              | 23                              | Mechernich                      | Handelsfachwirtin                                 |
| Kim Dammer**                                              | 21                              | 18                              | Oberhausen                      | Studentin (BWL)                                   |
| Loriane Glocke                                            | 22                              | 24                              | Berlin                          | Studentin                                         |
| Celine Hamann                                             | 22                              | 19                              | Malchow                         | Tiermedizinische Fachangestellte                  |
| Naomi Ufelle                                              | 22                              | 16                              | Wien                            | Schülerin                                         |
| Maria Willhauk                                            | 22                              | 19                              | Neckarsulm                      | Auszubildende (Kauffrau im Groß- und Außenhandel) |
| Olivia Rhode**                                            | 26                              | 16                              | Starnberg                       | Schülerin                                         |
| Ann-Kathrin Grünewald                                     | 27                              | 20                              | Hassfurt                        | Bürokauffrau                                      |
| Debora do Nascimento Goulart                              | 27                              | 22                              | Berlin                          | Tänzerin                                          |
| Marlene Donner                                            | 27                              | 19                              | Stuttgart                       | Studentin (Mobile Medien)                         |
| Anastasiya Baskakova                                      | 27                              | 21                              | Stuttgart                       | Studentin (Architektur)                           |
| * Stand der Angaben zu den Teilnehmerinnen: Staffelbeginn |                                 |                                 |                                 |                                                   |
| ** Freiwillig ausgestiegen                                |                                 |                                 |                                 |                                                   |
| *** Wurde disqualifiziert                                 |                                 |                                 |                                 |                                                   |
| **** Im Shoot-Out unterlegen                              |                                 |                                 |                                 |                                                   |

## Sonstiges
- Das Ausscheiden von Ann-Kathrin Grünewald in Folge 2 wurde nicht gezeigt, der Zuseher wurde erst nachträglich darüber informiert.[8]
- In Folge 4 war Jasmin Veit Cadete Rosado nicht mit dabei. Erst später wurde bekannt, dass sie noch Sozialstunden ableisten musste.[9]
- Die bereits für das Finale nominierte Teilnehmerin Vanessa Stanat stieg freiwillig vor dem Finale aus.[10] Als Grund dafür nannte sie Monate später die falsche Darstellung ihrer Person durch die Show.[11]
- Einige Tage vor dem Finale gab Heidi Klum ihre drei Nominierten – Melissa, Theresia und Tatjana – für den „Best Personality“-Award 2019 bekannt. Tatjana Wiedemann erhielt die meisten Online-Votes und gewann damit den Award.[12]
- Im Finale wurde eine „Traumhochzeit“ zwischen Theresia Fischer und ihrem Verlobten Thomas Behrend gezeigt.[13] Die offizielle Heirat erfolgte am nächsten Tag im Standesamt Düsseldorf,[14] und im darauffolgenden Monat schließlich die kirchliche Trauung auf Schloss Marienburg.[15]

## Episodenliste
| Folge | Datum            | Titel                               | Laufzeit |
| ----- | ---------------- | ----------------------------------- | -------- |
| 01    | 07. Februar 2019 | Folge 1: Dinner mit Heidi           | 122 Min. |
| 02    | 14. Februar 2019 | Folge 2: Schneeköniginnen           | 103 Min. |
| 03    | 21. Februar 2019 | Folge 3: Sexy-Edition               | 096 Min. |
| 04    | 28. Februar 2019 | Folge 4: Social Media Edition       | 120 Min. |
| 05    | 07. März 2019    | Folge 5: Das große Umstyling        | 119 Min. |
| 06    | 14. März 2019    | Folge 6: Haute Couture Edition      | 101 Min. |
| 07    | 21. März 2019    | Folge 7: Das Nacktshooting          | 096 Min. |
| 08    | 28. März 2019    | Folge 8: Casting Edition            | 101 Min. |
| 09    | 04. April 2019   | Folge 9: We Love To Entertain You!  | 095 Min. |
| 10    | 11. April 2019   | Folge 10: Der Einzug in die Top Ten | 100 Min. |
| 11    | 18. April 2019   | Folge 11: Boys Edition              | 095 Min. |
| 12    | 25. April 2019   | Folge 12: Glamour Edition           | 096 Min. |
| 13    | 02. Mai 2019     | Folge 13: Drag Edition              | 097 Min. |
| 14    | 09. Mai 2019     | Folge 14: Personality Edition       | 097 Min. |
| 15    | 16. Mai 2019     | Folge 15: Halbfinale                | 096 Min. |
| 16    | 23. Mai 2019     | Folge 16: Das große Finale          | 136 Min. |

## Einschaltquoten
Die Einschaltquoten der Auftaktsendung der 14. Staffel am 7. Februar 2019 waren die höchsten Werte einer Auftaktsendung von Germany’s Next Topmodel seit der Staffel 6 im Jahre 2011.
| Folge | Datum            | Zuschauer        | Zuschauer     | Marktanteil      | Marktanteil   | Quelle        |
| Folge | Datum            | Durchschnittlich | 14 – 49 Jahre | Durchschnittlich | 14 – 49 Jahre | Quelle        |
| ----- | ---------------- | ---------------- | ------------- | ---------------- | ------------- | ------------- |
| 1     | 7. Februar 2019  | 2,28 Mio.        | 1,67 Mio.     | 8,0 %            | 17,9 %        | [ 17 ]        |
| 2     | 14. Februar 2019 | 2,03 Mio.        | 1,47 Mio.     | 6,9 %            | 16,4 %        | [ 18 ]        |
| 3     | 21. Februar 2019 | 1,98 Mio.        | 1,38 Mio.     | 6,6 %            | 14,8 %        | [ 19 ]        |
| 4     | 28. Februar 2019 | 1,94 Mio.        | 1,35 Mio.     | 7,0 %            | 16,4 %        | [ 20 ]        |
| 5     | 7. März 2019     | 2,75 Mio.        | 1,91 Mio.     | 9,8 %            | 21,8 %        | [ 21 ]        |
| 6     | 14. März 2019    | 2,04 Mio.        | 1,43 Mio.     | 6,9 %            | 15,5 %        | [ 22 ] [ 23 ] |
| 7     | 21. März 2019    | 2,52 Mio.        | 1,78 Mio.     | 8,6 %            | 19,2 %        | [ 24 ] [ 25 ] |
| 8     | 28. März 2019    | 2,35 Mio.        | 1,62 Mio.     | 8,0 %            | 17,5 %        | [ 26 ]        |
| 9     | 4. April 2019    | 2,32 Mio.        | 1,62 Mio.     | 7,9 %            | 17,9 %        | [ 27 ]        |
| 10    | 11. April 2019   | 2,15 Mio.        | 1,54 Mio.     | 7,5 %            | 17,6 %        | [ 28 ]        |
| 11    | 18. April 2019   | 2,22 Mio.        | 1,59 Mio.     | 7,9 %            | 19,2 %        | [ 29 ] [ 30 ] |
| 12    | 25. April 2019   | 1,90 Mio.        | 1,24 Mio.     | 7,0 %            | 15,1 %        | [ 31 ]        |
| 13    | 2. Mai 2019      | 2,15 Mio.        | 1,50 Mio.     | 7,4 %            | 16,5 %        | [ 31 ]        |
| 14    | 9. Mai 2019      | 2,10 Mio.        | 1,50 Mio.     | 7,1 %            | 15,8 %        | [ 32 ]        |
| 15    | 16. Mai 2019     | 2,37 Mio.        | 1,63 Mio.     | 8,6 %            | 19,6 %        | [ 33 ]        |
| 16    | 23. Mai 2019     | 2,57 Mio.        | 1,78 Mio.     | 10 %             | 21,3 %        | [ 34 ]        |
| ø     | ø                | 2,34 Mio.        | 1,64 Mio.     | 8,1 %            | 18,2 %        | [ 35 ]        |

## Digitale Formate
ProSieben lancierte drei neue digitale Begleitformate und verstärkte damit seine Ausrichtung in Sachen Crossmedialität:
- Der etwa halbstündliche #GNTM The Talk, moderiert von Klaudia Giez und Melissa Khalaj, in dem rückblickend oft Ereignisse der aktuellen Staffelfolge nochmals aufgegriffen und diskutiert wurden, aber auch diverse Vorkommnisse in der Staffel insgesamt eine Nachbesprechung erfuhren.
- Weitere Hintergrundinformationen bot der ungefähr gleich lange #GNTM Podcast.
- Schließlich gab es noch auf dem offiziellen GNTM-Instagramprofil die circa fünfminütige Zusammenfassung der aktuellen Staffelfolge, die von Klaudia Giez im neuen vertikalen Instagramformat IGTV präsentiert wurde.

Außerdem wurde die im Vorjahr begonnene Webserie Let’s Face Reality – Vom Laufsteg ins Leben mit einer zweiten Staffel mit 7 Folgen fortgesetzt.